# Shaun Marcum
Shaun Michael Marcum, ameriški bejzbolist, * 14. december 1981, Kansas City, Missouri, ZDA.
Marcum je bivši ameriški poklicni metalec in trenutno trener metalcev ekipe Northwestern Oklahoma State Rangers. 

## Zgodnje življenje
Marcum je svoje otroštvo preživel v mestu Excelsior Springs, Missouri in tam obiskoval lokalno srednjo šolo. Sprva se je vpisal na univerzo University of Missouri, a se kasneje prepisal na  Missouri State University, kjer je leta 2003 z ekipo univerze igral na Univerzitetni svetovni seriji.

## Poklicna kariera

### Toronto Blue Jays
Marcum je bil s strani ekipe iz Toronta izbran v 3. krogu nabora lige MLB leta 2003 s skupno 80. izbiro. Po sorazmerno kratkem obdobju v nižjih podružnicah ekipe se ji je prvič pridružil septembra leta 2005 in tako 6. septembra z ekipo tudi prvič nastopil. Na tekmi proti ekipi Baltimore Orioles v eni menjavi ni dovolil teka. V omenjenem mesecu je v skupno osmih menjavah dovolil šest udarcev v polje in nič tekov. 
V letu 2006 je Marcum zbral tri zmage in štiri poraze v 21 tekmah. Štirinajst tekem je začel v vlogi začetnega metalca, dovoljeval pa je po 5,06 teka. V njegovih zadnjih sedmih nastopih v vlogi začetnega metalca je dovoljeval po 3,31 teka. 
V sezoni 2007 se je Marcum prebil med redne igralce ekipe. Zbral je 12 zmag in šest porazov, dovoljeval pa je po 4,13 teka. V 159 menjavah je z udarci izločil 122 odbijalcev. V sedmih njegovih nastopih v šest ali več menjavah ni dovolil teka, na dveh tekmah pa pred nastopom razbremenilskega kadra v šestih ali več menjavah ni dovolil udarca v polje. Ena od teh dveh tekem je bila proti ekipi Boston Red Sox.
Leto 2008 je Marcum začel dobro (v 98 menjavah je dovoljeval po 2,65 teka in zbral 86 izločitev z udarci), a ga je 23. avgusta po poškodbi in nekaj slabih predstavah ekipa poslala na stopnjo Triple-A. Septembra se je vrnil v začetno postavo in ko je že izgledalo, da se bo lahko vrnil k dobrim predstavam, je ekipa iz Toronta 19. septembra, nekaj dni po skrajšanem nastopu, pri katerem je Marcum zaradi bolečin v komolcu moral zapustiti igrišče, oznanila, da bo Marcum potreboval operacijo Tommy John in da bo tako odsoten za preostanek sezone in pretežen del, če ne celo celo sezono 2009.
1. maja 2009 je ponovno začel z metanjem. V zgodnjem juliju je v vlogi začetnega metalca dvakrat igral v Dunedinu na stopnji Single-A, nato pa še dvakrat na stopnji Double-A v New Hampshireju. Po tekmi na stopnji Triple-A ga je ekipa v strahu pred ponovno poškodbo odrešila vseh metalskih dolžnosti do pričetja naslednje sezone.
22. marca je Marcum bil imenovan za začetnega metalca ob Dnevu odprtja sezone 2010. V tej vlogi je postal naslednik Roya Halladaya, ki je za ekipo metal ob Dnevih odprtja v obdobju med letoma 2003 in 2009. 2. maja je Marcum na tekmi proti ekipi Oakland Athletics zabeležil svojo prvo zmago po 11. septembru 2008 in kasnejši operaciji Tommy John. 4. avgusta 2010 je njegov met Alex Rodriguez odbil za svoj 600. domači tek kariere. Sezono je Marcum zaključil s trinajstimi zmagami, osmimi porazi in 3,64 dovoljenega teka.

### Milwaukee Brewers
6. decembra 2010 je bil na Zimskih srečanjih lige MLB poslan k ekipi Milwaukee Brewers v zameno za obetavnega igralca notranjega polja, Bretta Lawrieja.
4. julija 2011 je na tekmi proti ekipi Arizona Diamondbacks odbil svoj prvi domači tek, ki mu ga je dovolil Daniel Hudson. Njegova ekipa tekmo kljub njegovemu trudu izgubila s končnim izidom
8:6. 
V Okrožni seriji Narodne lige proti omenjeni ekipi je Marcum dovolil veliki udarec Paul Goldschmidtu, s katerim je slednji zatrl vse upe zmage za Marcumovo moštvo, a je ekipa iz Milwaukeeja po petih tekmah serijo navkljub temu končala zmagovito.
V letu 2011 je zbral 13 zmag, 7 porazov in dovoljeval 3,54 teka.

## New York Mets
31. januarja 2013 je z ekipo New York Mets sklenil enoletno pogodbo, vredno 4 milijone dolarjev. 

## Igralski profil
Marcum ima obsežno zalogo metov. Njegova 4-šivna hitra žoga doseže med 138 in 143 km/h, 2-šivna med 135 in 140 km/h, urezana žoga približno 136 km/h, drsalec okoli 130 km/h, spremenljivec okoli 123 in 127 km/h in oblinarka približno 115 km/h. Proti desničarjem skorajda nikoli ne uporablja svoje 2-šivne žoge (poslužuje se predvsem urezane žoge in premikajočih se metov), med dvoboji z levičarji pa poveča uporabo svojega spremenljivca in iz repertoarja odstrani svoj drsalec. 